# Med Radio
Med Radio (en arabe : ميد راديو) est une station de radio généraliste privée marocaine, basée à Casablanca. Depuis sa création en 2009, elle s'est imposée comme un acteur majeur du paysage médiatique marocain, notamment grâce à une programmation axée sur les questions de société.
Propriété du groupe « Global Media Holding », la station est connue pour sa proximité avec le palais royal. Elle fait partie de ce qui est connu au Maroc, sous le nom de la presse de diffamation. 